# The New Beginning in Sapporo (2024)
L'édition 2024 de The New Beginning in Sapporo est un Pay-per-view de catch (lutte professionnelle) produit par la promotion New Japan Pro Wrestling. L'événement a eu lieu les 23 février et 24 février 2024 au Hokkaido Prefectural Sports Center à Sapporo. Il s'agit de la 4e édition de The New Beginning in Sapporo

## Contexte
Les spectacles de la New Japan Pro Wrestling (NJPW) sont constitués de matchs aux résultats prédéterminés par les scénaristes de la compagnie. Ces rencontres sont justifiées par des storylines – une rivalité avec un catcheur, la plupart du temps – ou par des qualifications survenues dans les shows de la NJPW. Tous les catcheurs possèdent une gimmick, c'est-à-dire qu'ils incarnent un personnage gentil (Face) ou méchant (Heel), qui évolue au fil des rencontres. Un événement comme The New Beginning in Sapporo est donc un événement tournant pour les différentes storylines en cours.

## Tableaux des matchs

### 23 février
| Ordre par numéros | Résultat | Stipulation(s)                                                                                                   | Temps |
| --- | --- | --- | ----- |
| 1P | Tomoya et Toru Yano battent Shoma Kato et Tomoaki Honma | Tag Team match                                                                                                   | 7:10  |
| 2 | Zack Sabre Jr. bat Yūji Nagata | Match simple | 7:56  |
| 3 | House of Torture (Yujiro Takahashi, Yoshinobu Kanemaru et Ren Narita) bat Togi Makabe, Ryusuke Taguchi et Oleg Boltin                                                   | 6-Man Tag Team match                                                                                             | 7:28  |
| 4 | CHAOS (Kazuchika Okada, Tomohiro Ishii, Yoh et Yoshi-Hashi) bat The United Empire (Callum Newman, Francesco Akira, Great-O-Khan et Jeff Cobb)                           | 8-Man Tag Team match                                                                                             | 10:58 |
| 5 | Los Ingobernables de Japon (Tetsuya Naitō, Shingo Takagi, Hiromu Takahashi, Yota Tsuji et Bushi) bat Just 5 Guys (SANADA, Taichi, Yuya Uemura, DOUKI et Taka Michinoku) | 10-Man Tag Team match                                                                                            | 10:17 |
| 6 | Mayu Iwatani (c) bat Mina Shirakawa | Match simple pour le IWGP Women's Championship                                                                   | 12:28 |
| 7 | Sho bat El Desperado (c) par décompte | Match simple pour le IWGP Junior Heavyweight Championship Si Sho perd, il devra rejoindre l'équipe Strong Style. | 17:26 |
| 8 | Evil (c) (avec Dick Togo) bat Shota Umino | Match simple pour le NEVER Openweight Championship                                                               | 16:02 |
| 9 | Matt Riddle bat Hiroshi Tanahashi (c) | Match simple pour le NJPW World Television Championship                                                          | 8:34  |
| 10 | Nic Nemeth bat David Finlay (c) | Match simple pour le IWGP Global Heavyweight Championship                                                        | 24:02 |
| La lettre C placée entre parenthèses désigne la personne ou l’équipe championne en titre. P – indique que le match a eu lieu lors du pré-show | | |       |

### 24 février
| Ordre par numéros | Résultat | Stipulation(s)                                                                                            | Temps |
| --- | --- | --- | ----- |
| 1P | Tomoya et Toru Yano battent Tomoaki Honma et Katsuya Murashima | Tag Team match                                                                                            | 7:48  |
| 2 | El Desperado, Oleg Boltin, Shota Umino, Togi Makabe et Yoh battent House of Torture (Evil, Ren Narita, Yujiro Takahashi, Sho et Yoshinobu Kanemaru)                                      | 10-Man Tag Team match                                                                                     | 7:50  |
| 3 | CHAOS (Kazuchika Okada, Hiroshi Tanahashi, Hirooki Goto, Tomohiro Ishii et Yoshi-Hashi) bat The United Empire (Callum Newman, Francesco Akira, Great-O-Khan et Jeff Cobb) et Matt Riddle | 10-Man Tag Team match                                                                                     | 11:34 |
| 4 | Guerrillas of Destiny (El Phantasmo et Hikuleo) bat Guerrillas of Destiny (Tama Tonga et Tanga Loa)                                                                                      | Tag Team match Jado est l'arbitre spécial du match et il s'agit du dernier match de Tama Tonga à la NJPW. | 14:04 |
| 5 | Ryusuke Taguchi et Nic Nemeth battent Bullet Club War Dogs (Gedo et David Finlay) | Tag Team match                                                                                            | 7:35  |
| 6 | Bushi bat Taka Michinoku | Match simple                                                                                              | 9:13  |
| 7 | Douki bat Hiromu Takahashi | Match simple                                                                                              | 14:45 |
| 8 | Taichi bat Shingo Takagi | Match simple                                                                                              | 16:28 |
| 9 | Yota Tsuji bat Yuya Uemura | Hair vs. Hair match                                                                                       | 28:20 |
| 10 | Tetsuya Naitō (c) bat SANADA | Match simple pour le IWGP World Heavyweight Championship                                                  | 24:05 |
| La lettre C placée entre parenthèses désigne la personne ou l’équipe championne en titre. P – indique que le match a eu lieu lors du pré-show | | |       |